# Старый гитарист
«Старый гитарист» (исп. El viejo guitarrista; англ. The Old Guitarist) — картина испанского и французского художника Пабло Пикассо, написанная маслом на холсте в конце 1903 и в начале 1904 года. Размер — 122,9 × 82,6 см. Находится в Чикагском институте искусств. 

## История и описание
«Старый гитарист» — одна из самых ярких картин голубого периода. Пикассо создал её в Барселоне. Это было время, когда художник отказался от академической живописи и стал искать свой собственный стиль. Он был беден и тяжело переживал самоубийство близкого друга Карлоса Касагемаса, со смертью которого и начался голубой период в его творчестве. Тогда работы Пикассо отображали страдания нищих, больных, обездоленных людей и передавали внутреннее состояние самого художника.
На картине изображён старый слепой музыкант, играющий на гитаре. Он сидит на земле в неудобной позе, согнувшись и скрестив босые ноги. Старик, одетый в лохмотья, прижимает к себе гитару. Она единственная имеет для него смысл, и только в ней он находит своё утешение. Преувеличенно удлинённая угловатая фигура музыканта напоминает картины испанского художника XVI века Эль Греко, которым Пикассо всегда восхищался. Приглушённая синяя палитра холста создаёт настроение меланхолии и безысходности.
В 1926 году институт искусств в Чикаго приобрел картину «Старый гитарист», что стало поворотным моментом в жизни художника. Это первая работа Пикассо, приобретенная каким-либо музеем мира для своей постоянной коллекции.
Недавно учёные из Чикаго сделали рентгеновские и инфракрасные снимки картины и под слоем краски обнаружили недописанное изображение — обнажённая молодая женщина, кормящая грудью ребёнка, а также корова и телёнок. Контуры лица женщины можно увидеть невооружённым глазом. Они проступают через голову и шею гитариста. Пикассо часто записывал свои старые работы из экономии средств, поскольку в то время его картины редко продавались, и он жил в нищете.